# Reprezentacja Ukrainy na Mistrzostwach Europy w Wioślarstwie 2010
Reprezentacja Ukrainy na Mistrzostwach Europy w Wioślarstwie 2010 liczyła 37 sportowców. Najlepszym wynikiem było 1. miejsce w czwórce podwójnej kobiet.

## Medale

### Złote medale
czwórka podwójna (W4x): Kateryna Tarasenko, Ołena Buriak, Anastasija Kożenkowa, Jana Dementiewa

### Srebrne medale
Brak

### Brązowe medale
czwórka podwójna (M4x): Wołodymyr Pawłowśkyj, Serhij Hryń, Serhij Biłouszczenko, Iwan Dowhod´ko
ósemka (M8+): Andrij Pryweda, Wiktor Hrebennykow, Anton Cholaznykow, Dmytro Prokopenko, Ołeh Łykow, Wałentyn Kleckoj, Andrij Szpak, Serhij Czykanow, Ołeksandr Konowaluk

## Wyniki

### Konkurencje mężczyzn
- jedynka (M1x): Kostiantyn Zajcew – 14. miejsce
- dwójka podwójna (M2x): Artem Morozow, Witalij Krywenko – 10. miejsce
- czwórka bez sternika (M4-): Pawło Prychod´ko, Andrij Iwanczuk, Iwan Tymko, Anatolij Wasyliew – 12. miejsce
- czwórka podwójna (M4x): Wołodymyr Pawłowśkyj, Serhij Hryń, Serhij Biłouszczenko, Iwan Dowhod´ko – 3. miejsce
- ósemka (M8+): Andrij Pryweda, Wiktor Hrebennykow, Anton Cholaznykow, Dmytro Prokopenko, Ołeh Łykow, Wałentyn Kleckoj, Andrij Szpak, Serhij Czykanow, Ołeksandr Konowaluk – 3. miejsce

### Konkurencje kobiet
- dwójka bez sternika (W2-): Oksana Hołub, Hanna Hucałenko – 5. miejsce
- dwójka podwójna (W2x): Ołena Ołefirenko, Natalija Lalczuk – 6. miejsce
- czwórka podwójna (W4x): Kateryna Tarasenko, Ołena Buriak, Anastasija Kożenkowa, Jana Dementiewa – 1. miejsce
- ósemka (W8+): Switłana Spiriuchowa, Natalija Ryżkowa, Tetiana Dudyk, Natalija Huba, Anastasija Prodan, Switłana Nowyczenko, Nina Proskura, Tetiana Kolesnikowa, Hanna Hajdukowa – 4. miejsce